# Hyperschallgleiter

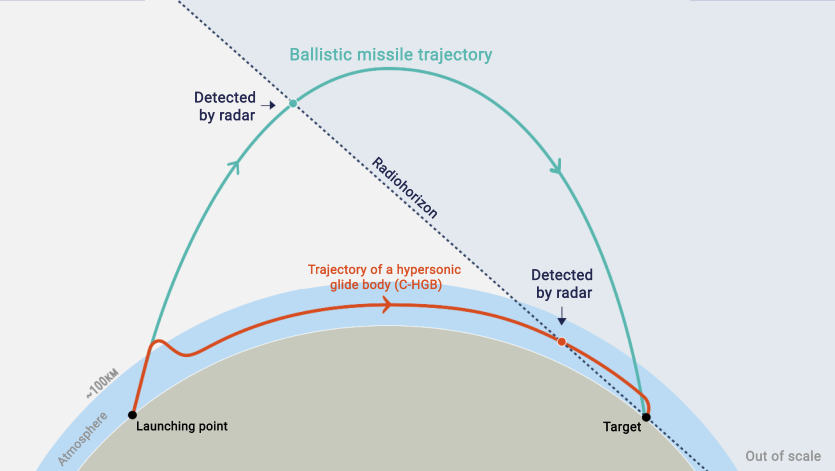
Vergleich der Flugbahnen eines Hyperschallgleiters (rot) und herkömmlichen ballistischen Sprengköpfen (grün)

Ein Hyperschallgleiter (HSG, engl. Hypersonic glide vehicle HGV) ist eine besondere Art von Gefechtskopf für ballistische Raketen, der bei Hyperschallgeschwindigkeit gleiten und manövrieren kann, es handelt sich somit um eine Hyperschallwaffe. Er wird in Verbindung mit herkömmlichen ballistischen Raketen eingesetzt, jedoch ist die Flugbahn der Gefechtsköpfe deutlich flacher und der Flugkörper ist damit durch bodengestütztes Radar erst viel später aufklärbar. Das Konzept ist ähnlich dem von lenkbaren Wiedereintrittskörpern (MaRVs), jedoch werden HSGs bereits kurz nach dem Start von ihren Raketentriebwerken getrennt, gleiten über weite Strecken zum Ziel und führen dabei gegebenenfalls Ausweichbewegungen durch. Dies steht im Gegensatz zu MaRVs, die erst vor dem Einschlag Ausweichbewegungen durchführen. Konventionelle ballistische Raketen folgen einer vorhersagbaren ballistischen Flugbahn und sind für das Abfangen mit den neuesten Abwehrraketensystemen anfällig. Die Wendigkeit von HSGs macht ihre Flugbahn kaum vorhersagbar, was es ihnen ermöglicht Luftverteidigungsmaßnahmen auszuweichen. Hyperschallgleiter sind Gegenstand eines Rüstungswettlaufs.

## Projekte
Volksrepublik China

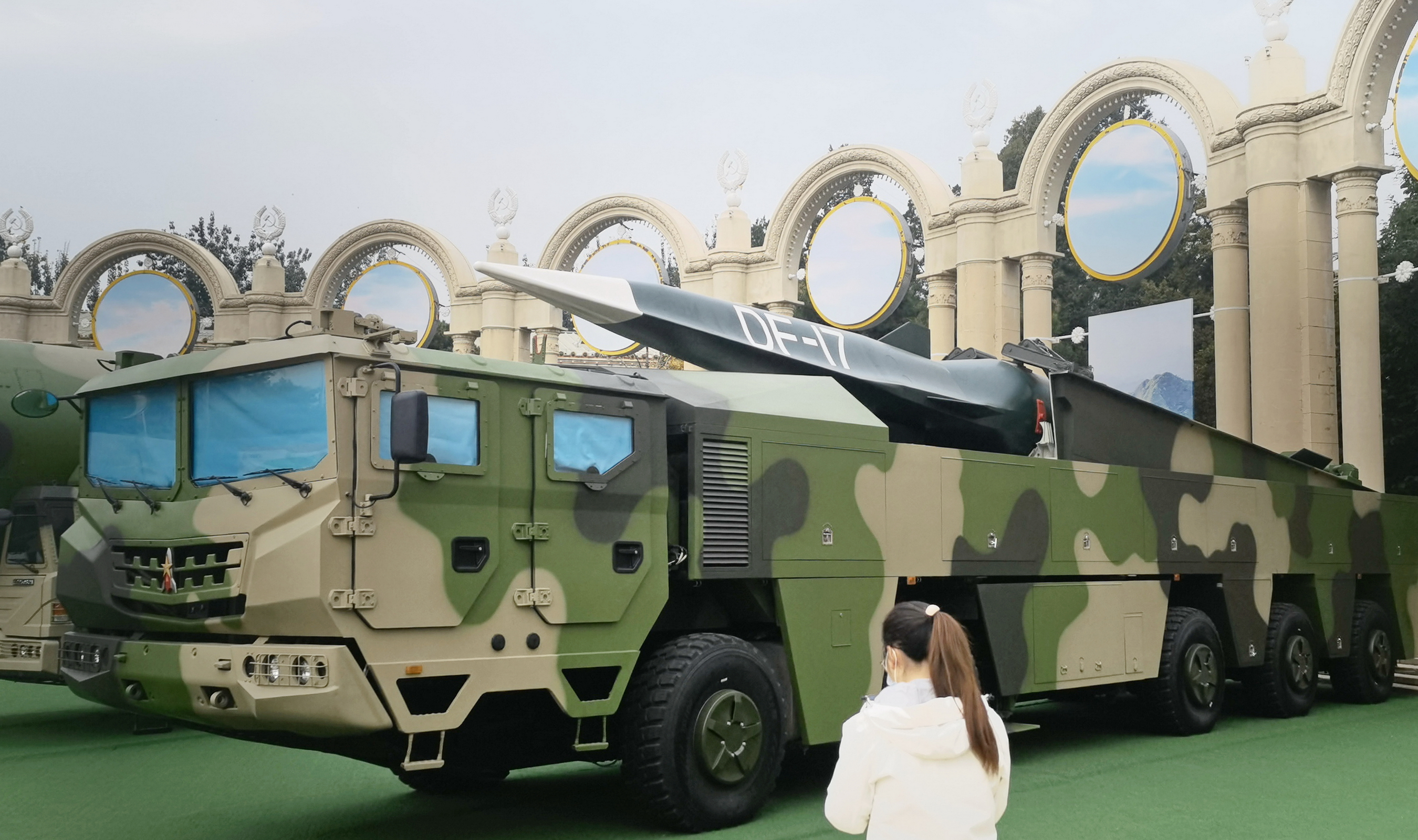
Ein chinesischer DF-ZF Hyperschallgleiter an einer ballistischen Rakete vom Typ DF-17 montiert.

- DF-ZF (entwickelt und in Dienst gestellt) / Mach 5–10[7]
- DF-27

 Frankreich
- VERAS (Program 1965 gestartet und 1971 eingestellt)
- VMaX (erster Testflug fand am 26. Juni 2023 von einem DGA Gelände in Biscarrosse statt und war erfolgreich)[8][9][10][11][12]
- VMaX-2 (in Entwicklung; erster Testflug wird für 2024 oder 2025 erwartet)[13]

 Indien
- HGV-202F (in Entwicklung)[14]

 Iran
- Fattah-2 Mach 13-15[15][16]

 Japan
- Hyper Velocity Gliding Projectile (HVGP) (in Entwicklung)[17]

 Nordkorea
- Hwasong-16b[18][19](im April 2024 erprobt) Es gibt Berichte über weitere Hyperschallgleiter die auf ballistischen Raketen montiert wurden.[20][21][22]

 Russland
- Avangard (entwickelt und in Dienst gestellt); Mach 27-28[23]

 Vereinigte Staaten
- Hypersonic Technology Vehicle 2 (experimental)
- AGM-183 luftgestützte Rapid Response Weapon (ARRW) (Entwicklung eingestellt)
- OpFires (in Entwicklung)
- Common-Hypersonic Glide Body (siehe Long-Range Hypersonic Weapon)

## Gegenmaßnahmen
Gleitflugwaffen sind in der Regel so konzipiert, dass sie vorhandenen Raketenabwehrsystemen ausweichen, indem sie entweder ständig manövrieren oder in geringer Höhe fliegen, um die Vorwarnzeit zu reduzieren. Dadurch lassen sich solche Waffen im Allgemeinen leichter von Abwehrsystemen abfangen, die für Ziele in niedrigeren Höhen vorgesehen sind. Da sie mit niedrigeren Geschwindigkeiten fliegen als Gefechtsköpfe von ballistischen Kurzstreckenraketen, sind sie leichter abwehrbar. Diejenigen, die sich mit sehr niedrigen Endangriffsprofilen nähern, können sogar von modernen Hochgeschwindigkeits-Maschinenkanonen und Railguns abgewehrt werden.
Russische Quellen behaupten, das der Avangard HSG mit Mach 27 fliegt und „ständig Kurs und Höhe ändert, während er durch die Atmosphäre sein Ziel in einem chaotischen Zickzack anfliegt, was es unmöglich machen soll den Ort der anfliegenden Waffe vorherzusagen“, wodurch er angeblich „unverwundbar gegen Abfangmaßnahmen sein soll“. Diese Behauptungen sind jedoch problematisch, da Hyperschallgleiter an mehreren bekannten Problemen leiden. Aufgrund ihrer Geschwindigkeit bildet sich in der Atmosphäre eine Hülle aus ionisiertem Gas um den Gleiter, was eine Kommunikation zwischen den einzelnen Flugkörpern unmöglich macht. Diese Wolke aus ionisiertem Gas ist für Satelliten leicht zu erkennen und zu verfolgen. Darüber hinaus macht die bei diesen Geschwindigkeiten entstehende Hitze externe Sensoren unbrauchbar und macht es erforderlich, die HSGs an der oberen Grenze der Atmosphäre von ihren ballistischen Trägerraketen zu trennen, um zu verhindern, dass sie verbrennen.
Hyperschallflugkörper, wie der Avangard HSG, verwenden üblicherweise Überschall-Staustrahltriebwerke um Hyperschallgeschwindigkeiten zu erreichen. Diese Triebwerke arbeiten erst, wenn der Gleiter Mach 4,5 erreicht. Sobald der Gleiter in die Endphase seines Flugs eintritt, müssen die Triebwerke abgeschaltet werden. Würden die Triebwerke nicht abgeschaltet, käme es zu einem katastrophalen Hitzestau am Flugkörper, da die Atmosphäre während des Wiedereintritts dichter wird und das Vehikel vorzeitig zerstört würde. Daher ähnelt die Endphase des Wiedereintritts eines HSGs derjenigen eines unabhängig zielbarer Mehrfach-Wiedereintrittskörpers. Zum Beispiel würde der Avangard sein Ziel nicht im Zickzackkurs mit Mach 27 treffen, sondern mit einer Geschwindigkeit von unter Mach 4 auf einer geraden Flugbahn aufschlagen. Die überlegenen Ausweichmöglichkeiten von HSGs beschränken sich größtenteils auf den Gleitflug in der oberen Atmosphäre.